# Mecha Kyun Summer
Singles de Up Up Girls Kakko Kari
Uppercut! / Yūdachi! Through the Rainbow
(22 juillet 2012) Namen na! Ashi Girls / Marvel Hero
(26 septembre 2012)
Mecha Kyun Summer, stylizé Mecha Kyun♡Summer ( ´ ▽ ` )ﾉ (メチャキュン♡サマー( ´ ▽ ` )ﾉ) est le 4e single indépendant (dit « indie ») du groupe japonais Up Up Girls Kakko Kari sorti en août 2012.

## Détails du single

### Sortie
Portant principalement sur le thème de l'été,, il est mis après le 3e single du groupe sorti un mois auparavant intitulé Uppercut! / Yūdachi! Through the Rainbow. Il est initialement publié sous une édition spéciale intitulé Mecha Kyun♡Summer (Kakko Kari Version) comprenant seulement une version différente de la chanson-titre sur le label Up-Front Works le 15 juillet 2012, jour où le groupe participe à un événement au TOKYO FM HALL où il réalise une performance. Un mois après, une version numérique de la chanson est publiée le 4 août 2012. Le jour suivant, est dévoilée la chanson face B intitulée Psyllium lors d'une performance du groupe au concert Live At The Garden Smile au TOKYO IDOL FESTIVAL 2012.Le single sort enfin en CD le 29 août 2012 toujours sur le label Up-Front Works en une seule édition.

### Détails et classement
Le single atteint la 184e place du classement hebdomadaire des ventes de l'Oricon à partir de septembre 2012 et s'y maintient pendant une semaine seulement. Il reste le seul single du groupe qui s'est le moins bien classé à l'Oricon et le mois bien vendu.
Le CD contient la chanson principale Mecha Kyun Summer (écrite par est composée par Michitomo), sa chanson face B Psyllium (écrite par Kaori Dai Hana Nao et composé pare Michitomo) ainsi que leur versions instrumentales.
La chanson-titre figurera sur le premier album du groupe First Album Kakko Kari mis en vente l'année suivante, le 30 janvier 2013.

## Formation
Membres crédités sur le single : 
- Minami Sengoku – Leader
- Konatsu Furukawa
- Saki Mori
- Ayano Satō (chant principal sur la piste n°1)[8]
- Azusa Sekine
- Manami Arai
- Akari Saho

## Listes des titres
| 1. | Mecha Kyun♡Summer ( ´ ▽ ` )ﾉ Kakko Kari (メチャキュン♡サマー( ´ ▽ ` )ﾉ(仮)) |  |

| 1. | Mecha Kyun♡Summer ( ´ ▽ ` )ﾉ (メチャキュン♡サマー( ´ ▽ ` )ﾉ) | NOBE / michitomo               | 4:02 |
| 2. | Psyllium (サイリウム)                                        | Kaori Dai Hana Nao / michitomo | 5:18 |
| 3. | Mecha Kyun♡Summer ( ´ ▽ ` )ﾉ (Instrumental)                  |                                |      |
| 4. | Psyllium (Instrumental)                                      |                                |      |